# Slieverue
Slieverue, oficjalnie Slieveroe (irl.Sliabh Rua – czerwona góra) – wieś w hrabstwie Kilkenny w Irlandii, leżąca przy drodze N25, 5 km od miasta Waterford. We wsi znajduje się kościół parafialny pw. Wniebowzięcia Najświętszej Maryi Panny.

## Sport
We wsi istnieje klub Slieverue GAA powstały w 1884 roku. W 1954 klub wygrał finał rozgrywek hurlingu, pokonując Tullaroan 6-5 do 4-3.